# Moulton (Fahrrad)

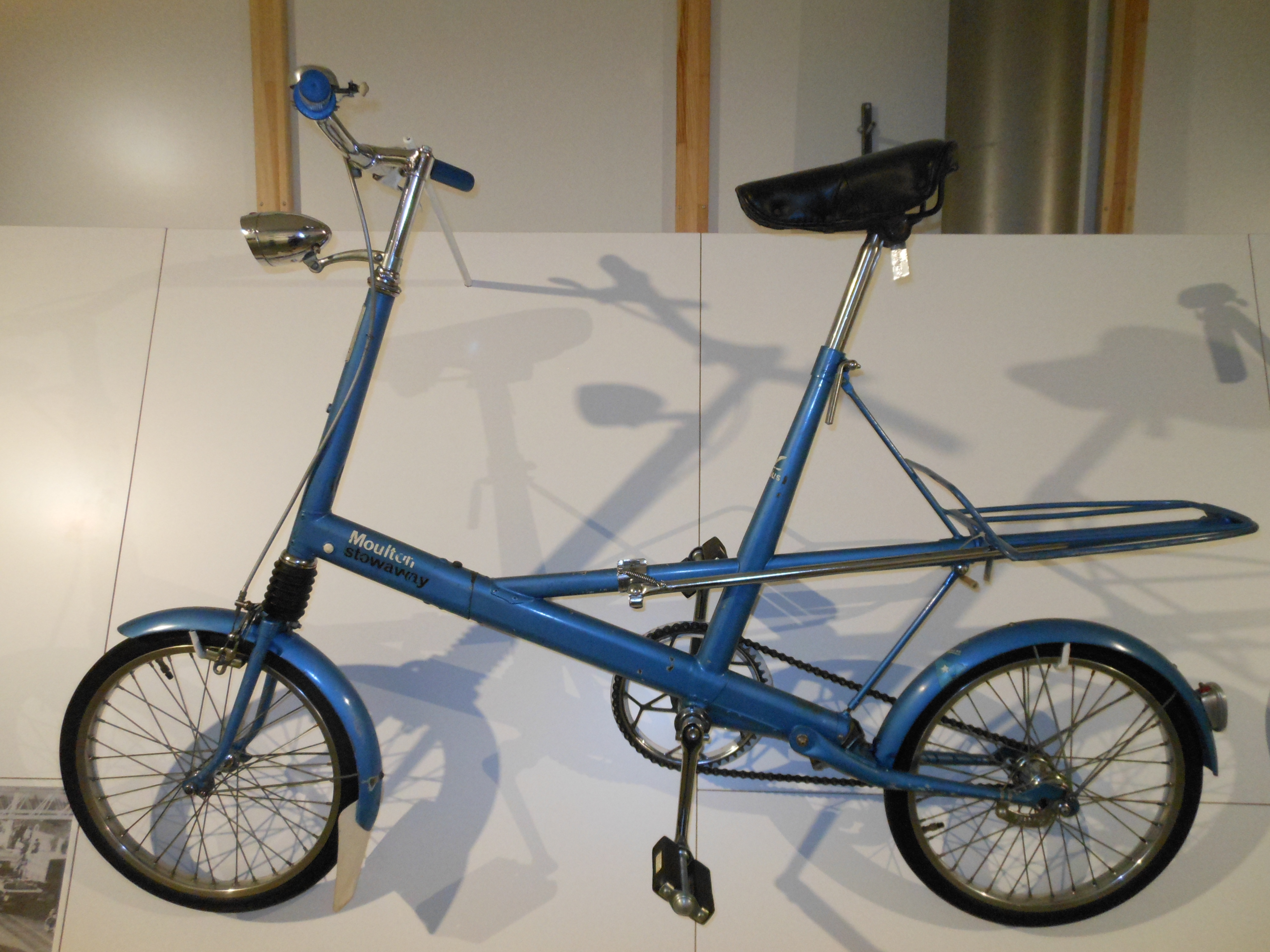
Moulton von 1967 mit der ursprünglichen Rahmenform

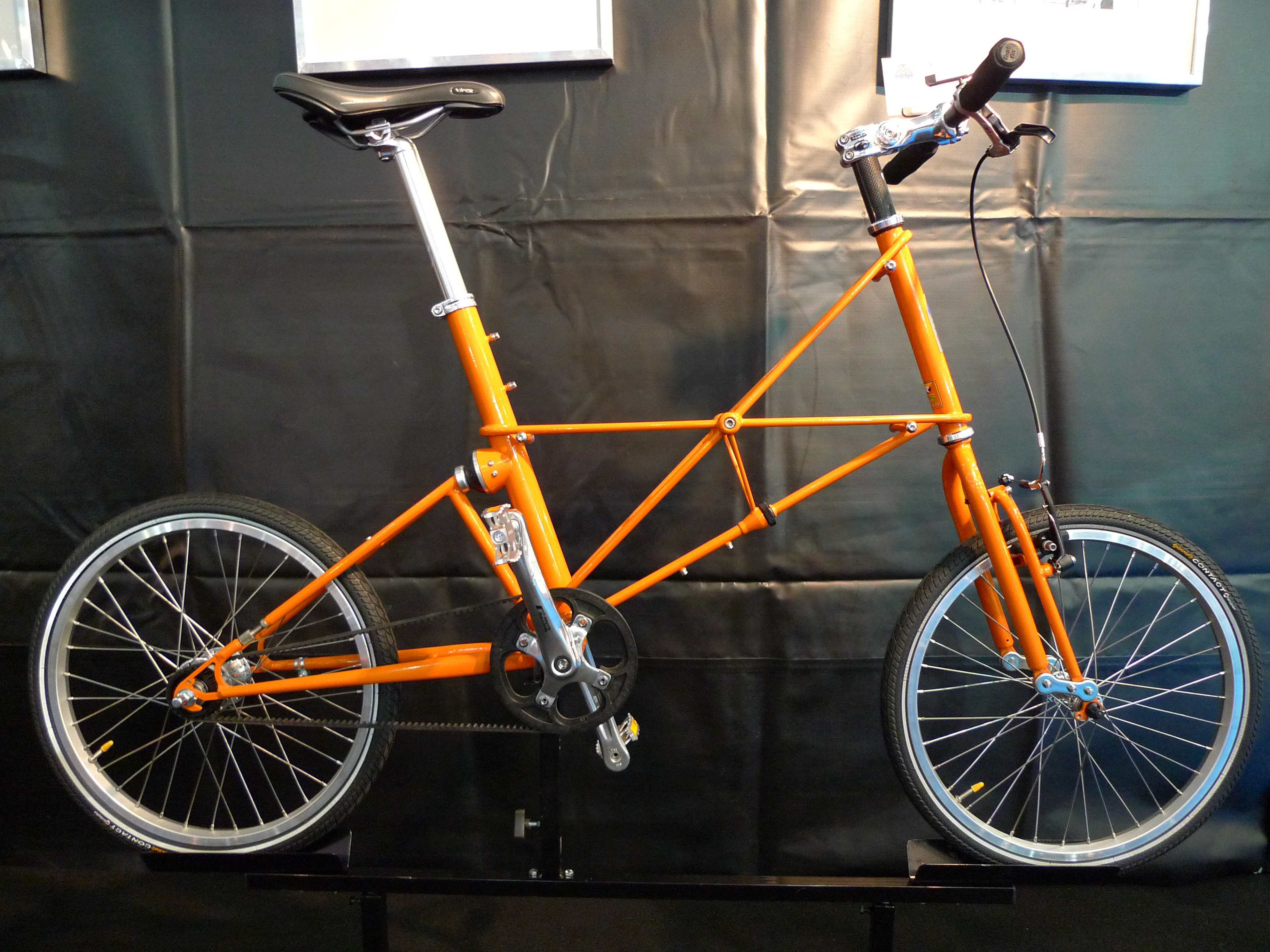
Seit 1983 werden Moulton Fahrräder mit Fachwerksrahmen produziert

Das Moulton ist ein Ende der 1950er Jahre von Alex Moulton entwickeltes kleinrädriges, vollgefedertes Fahrrad. Die Konstruktion erfolgte auf der Grundlage von Überlegungen und Berechnungen, denen zufolge ein solches Fahrrad den gebräuchlichen Fahrrädern mit großen Laufrädern überlegen ist. Moulton Fahrräder werden heute in weiterentwickelter Form von der Moulton Bicycle Company in England produziert. Die Firma hält die Rechte an der  Marke Moulton.

## Geschichte
1956 begann der englische Erfinder Alex Moulton, von dem auch die "Hydrolastic"-Gummifederelemente für den Mini stammen, mit der Entwicklung des Moulton Fahrrads, 1962 startete die Serienproduktion. 
Charakteristische Merkmale der Moulton-Fahrräder sind die kleinen Räder, das eigenständige Rahmendesign sowie die Vollfederung. Ausschlaggebend für das ungewöhnliche Design war die Erkenntnis Moultons, dass kleine Räder mit Hochdruckreifen geringeren Luftwiderstand haben und das kleinere Trägheitsmoment eine schnellere Beschleunigung ermöglicht. Die Nachteile der kleinen Räder mit harten Reifen sollten durch die Vollfederung ausgeglichen werden. Die räumliche Positionierung von Sattel, Lenkung und Pedalen wurde von Standard Straßenrädern übernommen. Der Radstand wurde nicht verkürzt, die Aufstandspunkte auf der Fahrbahn sind relativ zum Fahrer gleich wie bei normalen Fahrrädern.
Trotz der optischen Ähnlichkeit zu modernen Falträdern stand eine einfache Falt- oder Zerlegbarkeit nicht im Vordergrund der Entwicklung. Moulton Fahrräder werden häufig als Ursprung der später populären Klapp- und Falträder gesehen, die Pantherwerke hatten jedoch bereits 5 Jahre bevor das Moulton in Serie ging im Jahr 1957 das Pfiff, ein kleinrädriges Fahrrad mit zerlegbaren Rahmen, erfolgreich auf den Markt gebracht.

## Rennsport
Um zu zeigen, dass das Moulton konventionellen Fahrrädern überlegen ist, wurden gleich nach der Markteinführung Rennfahrer angeworben. Diese konnten auch Erfolge erzielen. Durch eine Bestimmung des Internationalen Radsportverbands sind die Moulton Fahrräder bei den meisten Straßenrennen nicht zugelassen. Bei Radrennen, bei denen diese Einschränkung nicht besteht, konnten mit Moulton Fahrrädern zwar einige bemerkenswerte Erfolge erzielt werden, letztlich haben sie sich aber nicht gegen Rennräder mit klassischen Radgrößen durchgesetzt.

## Aktuelle Produktion
Die 2008 in Zusammenarbeit mit dem britischen Hersteller Pashley Cycles gegründete Firma Moulton Bicycle Company fertigt verschiedene Moulton-Modelle. Die Preise liegen (Stand 2024) zwischen £1,400 und £18.950.